# 魂斷威尼斯 (電影)
《魂斷威尼斯》（義大利語：Morte a Venezia）是一套1971年首映的意大利電影，由盧奇諾·維斯孔蒂執導，狄·保加第（Dirk Bogarde）及伯恩·安德森等主演。此片亦是是維斯孔蒂“德國三部曲”中的第二部。
故事改編自托马斯·曼的同名小說《威尼斯之死》，描述一位中年作曲家在威尼斯度假時的經歷。

## 劇情
古斯塔夫·馮·奧森巴哈（Gustav von Aschenbach）是一位慕尼黑作曲家，因健康問題決定到威尼斯休養，住入了麗都島的「至上飯店」（Hotel Exelsior）。奧森巴哈在威尼斯流連忘返，更在酒店中遇見了一名波蘭少年達秋（Tadzio），並被達秋的美貌深深的吸引住。

## 配樂
電影中有不少場景均引用了古斯塔夫·馬勒的交響曲作為奧森巴哈的作品，包括第三和第五號。

## 外部連結
- 互联网电影数据库（IMDb）上《魂斷威尼斯》的资料（英文）